# Brea Grant
Brea Colleen Grant (ur. 16 października 1981 w Marshall) – amerykańska aktorka.
Znana przede wszystkim jako Daphne Millbrook w serialu NBC Herosi, wcieliła się także w drugoplanową postać Myi Rockwell w horrorze Roba Zombie Halloween II (2009).
Absolwentka University of Texas at Austin.

## Wybrana filmografia
- 2011: Lodowa groza (Ice Road Terror) jako Rachel Harris; film TV
- 2014: Status nieznany (Status: Unknown) jako Diana; film TV